# La Thieuloye
La Thieuloye ist eine französische Gemeinde mit 470 Einwohnern (Stand 1. Januar 2022) im Arrondissement Arras des Départements Pas-de-Calais. Sie liegt im Kanton Saint-Pol-sur-Ternoise und ist Mitglied des Kommunalverbandes Ternois.
| Bours | Diéval        | Bajus               |
| Brias | Kompass       |                     |
|       | Monchy-Breton | Magnicourt-en-Comte |

## Sehenswürdigkeiten

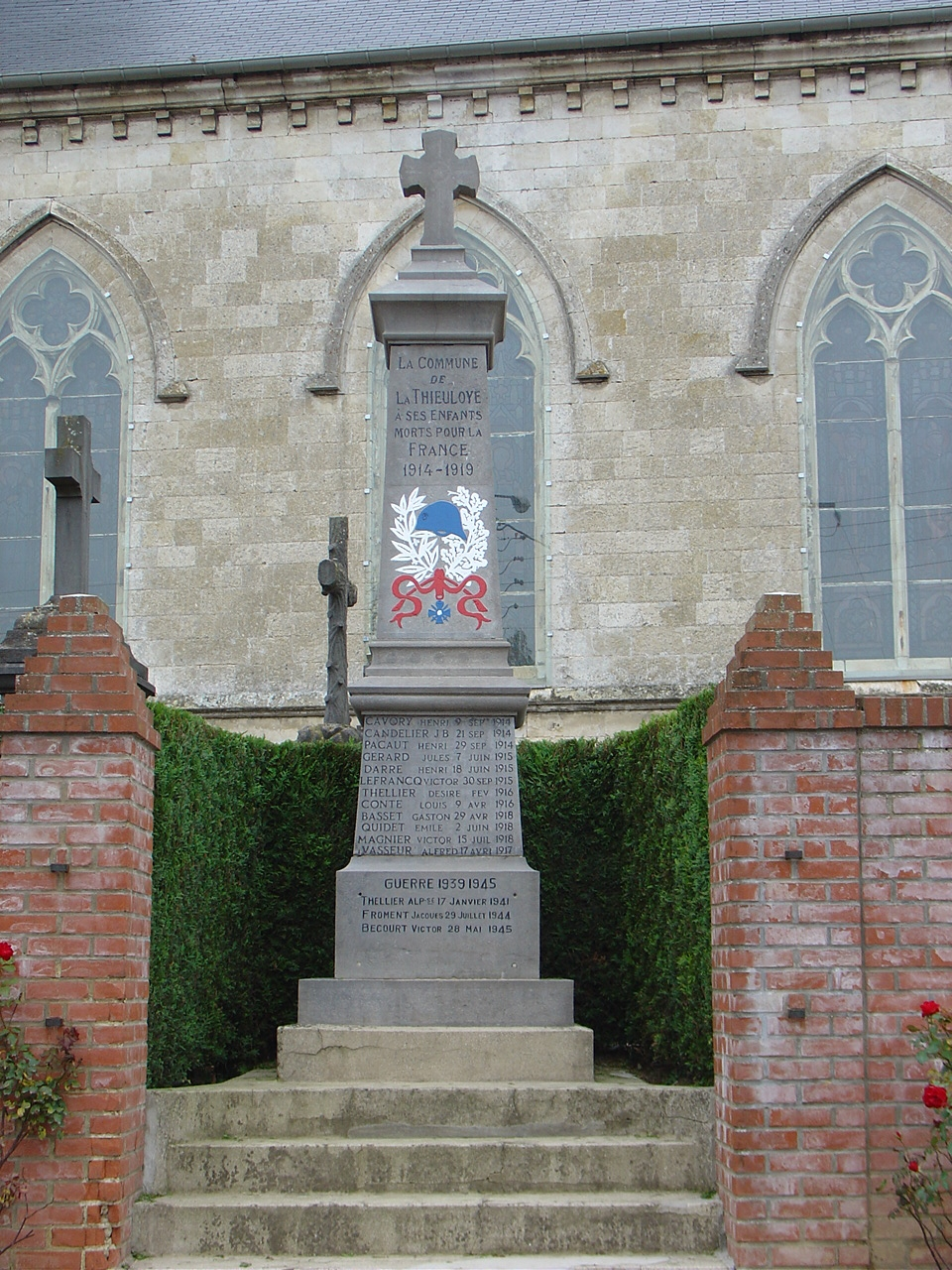
Kriegerdenkmal
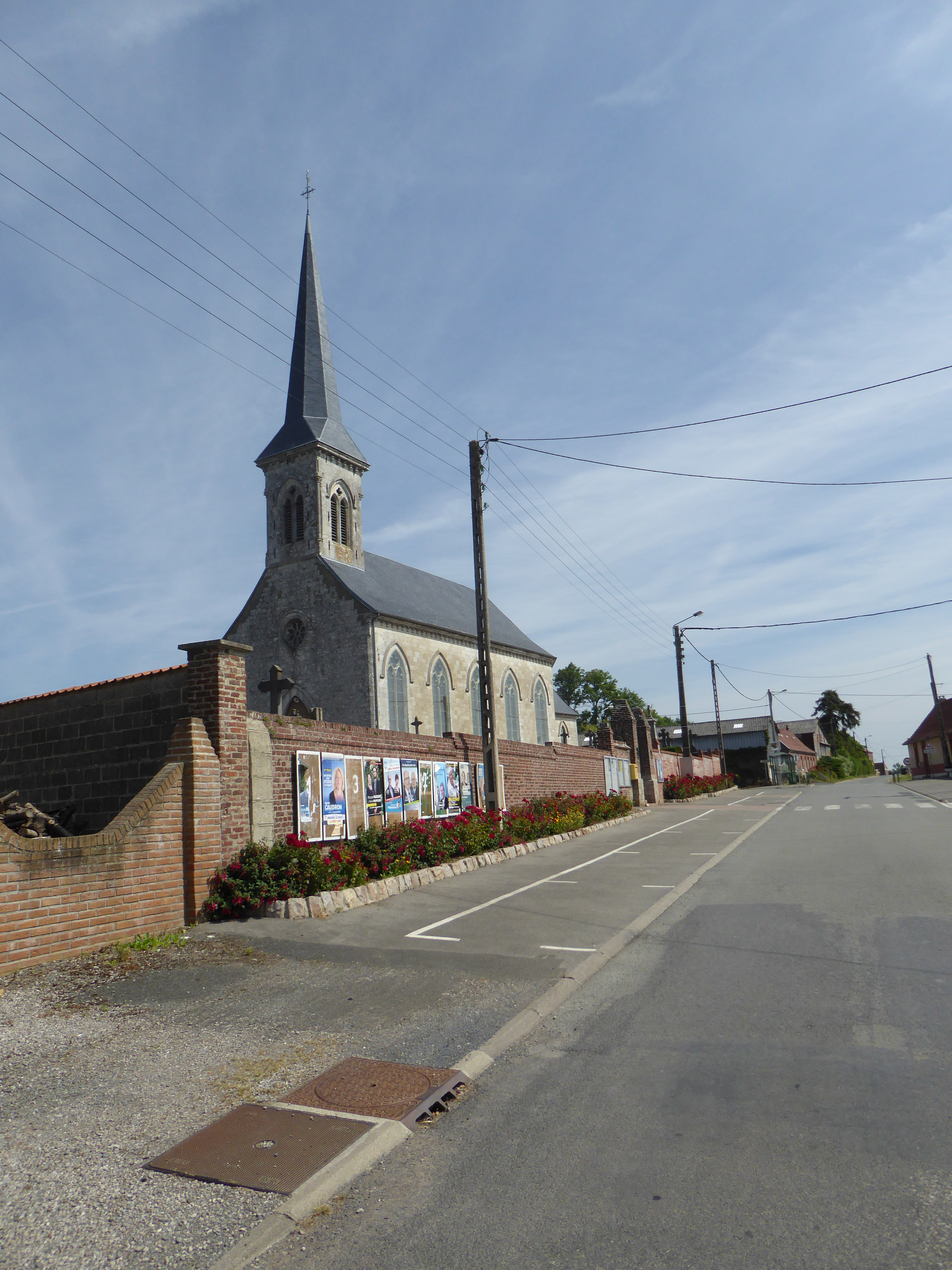
Kirche Notre-Dame